# Shota Rustaveli
Shota Rustaveli (talvolta italianizzato in Sciota Rustaveli; in georgiano შოთა რუსთაველი?; Rustavi, 1160 circa – Gerusalemme, dopo il 1216) è stato un poeta del XII secolo originario della Georgia, considerato dalla critica uno dei più grandi esponenti della letteratura medievale.

## Biografia
È autore dell'opera letteraria Il cavaliere dalla pelle di leopardo ("Vepkhistkaosani" in georgiano), il poema epico nazionale della Georgia.
Rustaveli fu principe della Georgia, forse tesoriere (Mechurchletukhutsesi) della regina Tamara di Georgia e pittore di alcuni affreschi del monastero georgiano di Santa Croce in Gerusalemme. Su una colonna del monastero è dipinto un volto, forse ritraente lo stesso poeta. Pochi fatti sono noti sulla sua vita, molti avvolti dalla leggenda, specie sulla sua educazione e sui viaggi verso oriente. Rimangono ignote le date di nascita e morte, quest'ultima forse avvenuta a Gerusalemme dove era stato inviato dalla sua regina.
Il significato del soprannome Rustaveli è signore di Rustavi o abitante di Rustavi. Rustavi è una città situata nella Meschezia, regione della parte meridionale del Paese.
Il suo celebre poema è stato tradotto in molte lingue. Fu stampato per la prima volta nel 1712 a Tbilisi, dalla prima casa editrice georgiana, fondata da Sulxan-Saba Orbeliani con l'aiuto del re Vaxtang VI.
Tra le opere secolari create in Georgia, il manoscritto del Cavalier dalla pelle di leopardo occupa un posto molto importante.
Nell'Istituto dei Manoscritti dell'Accademia Georgiana delle Scienze (Tbilisi) sono conservate due pagine del poema risalenti al XVI secolo, e qualche riga del XIV secolo. Tutte le altre edizioni del poema sono del XVII secolo (manoscritto del 1653, H-54 dell'Istituto dei Manoscritti).
Numerose le dediche e gli omaggi al noto poeta: il premio più ambito della Georgia nel campo dell'arte e della letteratura è intitolato Premio nazionale Shota Rustaveli; la strada principale a Tbilisi è il viale Rustaveli; sempre nella capitale esistono anche un teatro nazionale Shota Rustaveli, un Istituto Nazionale di Letteratura Georgiana Shota Rustaveli facente parte della Accademia delle Scienze della Georgia, la stazione metropolitana a lui intitolata, l'Aeroporto di Tbilisi e alcune illustrazioni realizzate dalla pittrice Tamára Abakéliâ.